# 巴尔德莫萨

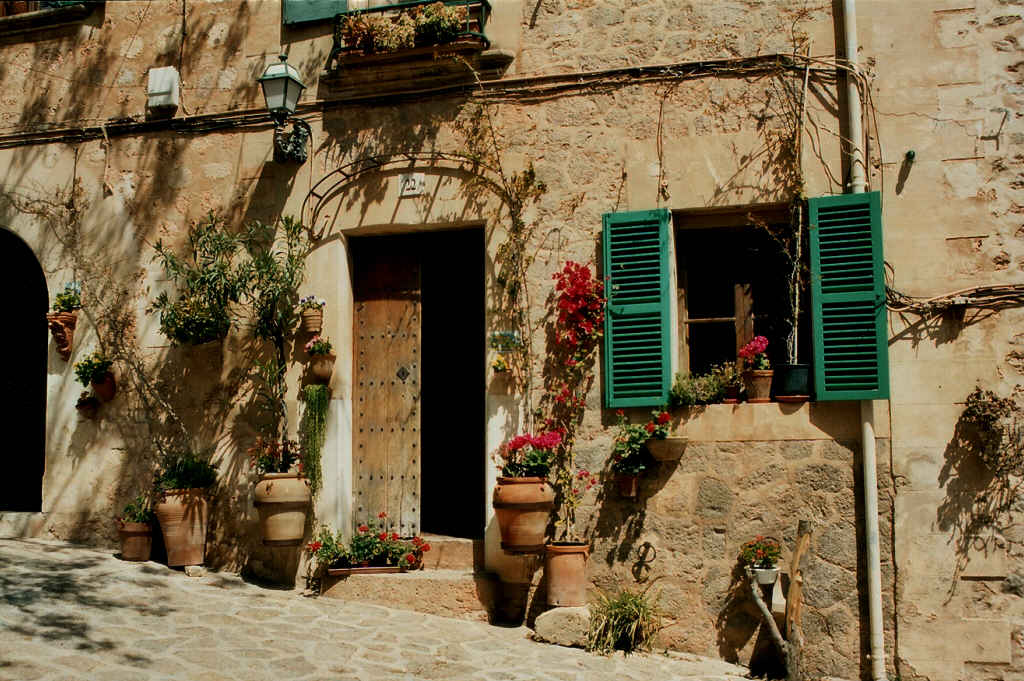
路邊的花飾

巴尔德莫萨（西班牙語：Valldemosa）是西班牙巴利阿里群島馬略卡島的一个市镇。
有一所修道院，自19世紀曾經有一些著名的訪客，如波蘭作曲家弗雷德里克·肖邦和法國早期女性主義作家乔治·桑（她依他倆的見聞寫下了小說《馬霍卡島上的冬天》）。尼加拉瓜詩人魯本·達里歐在修道院戒了酒，阿根廷小說家豪尔赫·路易斯·博尔赫斯和其家人曾居於這個鎮。演員邁克爾·道格拉斯和其妻凯瑟琳·泽塔-琼斯曾住在那裏的一座城堡。

## 外部連結

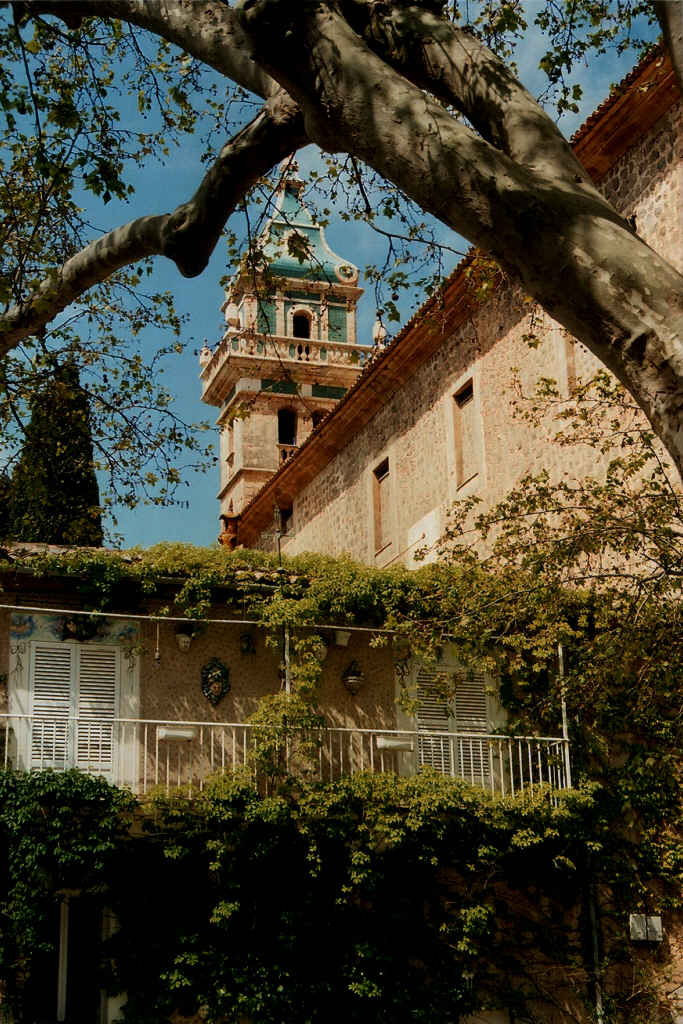
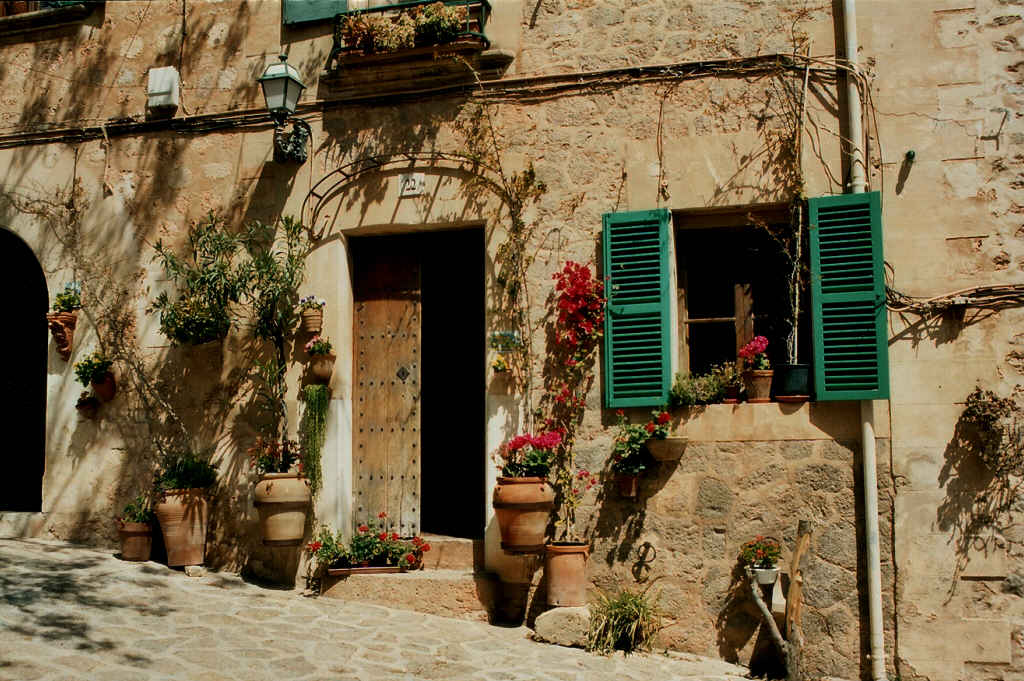
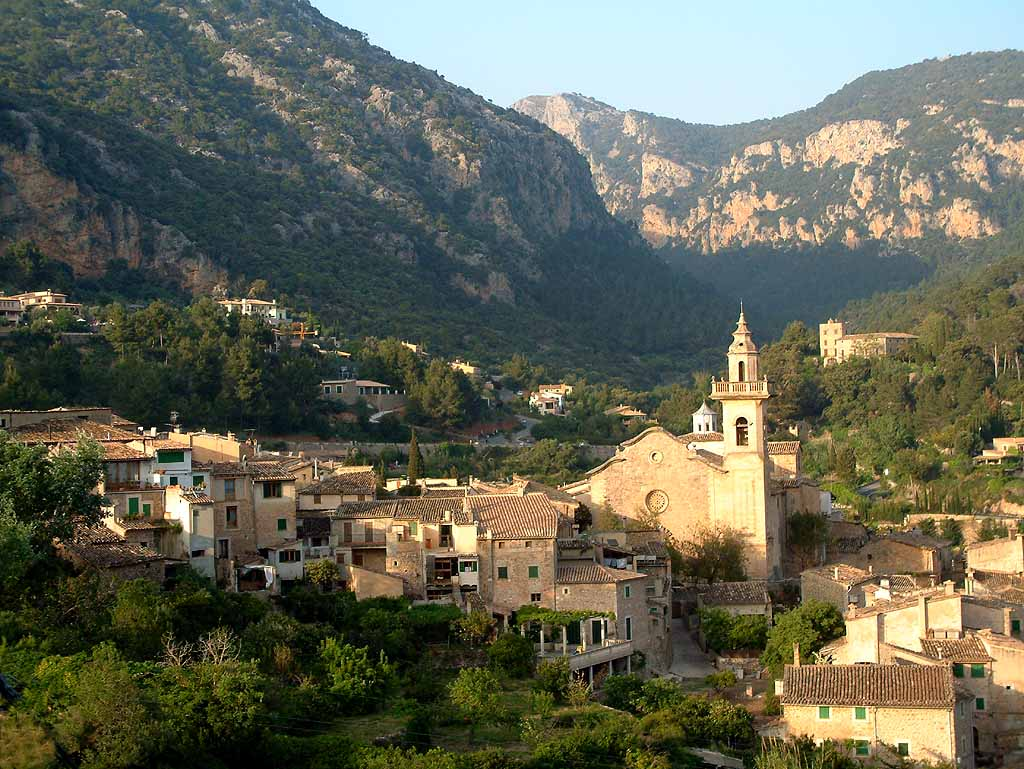
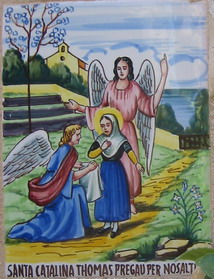
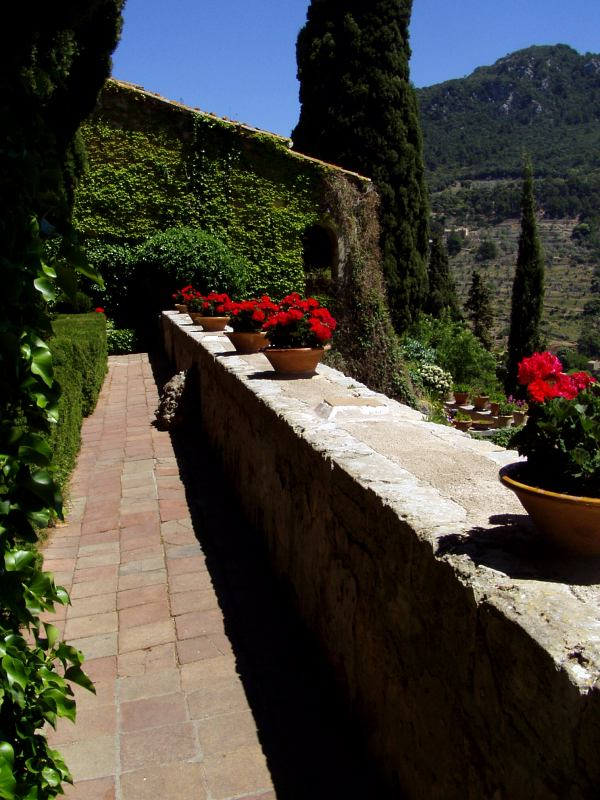
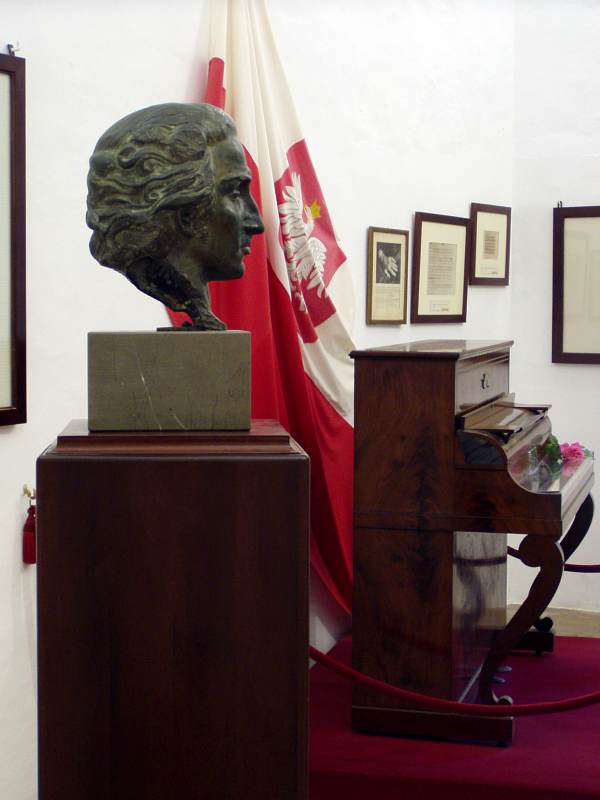

- 喬治·桑小說的法語原文 （页面存档备份，存于）

1. ↑  . 西班牙国家统计局.